# Rinieri de' Pazzi
Rinieri de' Pazzi (fl. XIII secolo) è stato un cavaliere (a volte predone) della famiglia aretina  dei Pazzi di Valdarno,  non da confondere con i più famosi Pazzi di Firenze..
Viveva di brigantaggio assaltando i passanti su alcune strade, specialmente quella tra Firenze e Arezzo. Per un certo periodo si unì a lui Farinata degli Uberti, durante il periodo di un breve esilio.
Per questa sua attività venne scomunicato da Papa Clemente IV nel 1268, dopo che ebbe assaltato una comitiva di ecclesiastici in viaggio verso Roma, tra i quali c'era anche il vescovo Silvense che fu ucciso brutalmente.
La scomunica venne confermata da Gregorio X e poco dopo venne anche dichiarato come ribelle dal Comune fiorentino. Fu escluso anche dalla pace del Cardinale Malabranca Latino Orsini del 1280.
Dante Alighieri lo collocò tra i predoni nel VII cerchio dell'Inferno, accanto al "collega" e omonimo Rinieri da Corneto (Inf. XII, 137-138).
Della sua stessa famiglia Dante citò anche Camicione de' Pazzi, posto tra i traditori.